# Campeonato Mundial de Halterofilismo de 2009
O Campeonato Mundial de Halterofilismo de 2009 foi a 77ª edição do campeonato de halterofilismo, organizado pela Federação Internacional de Halterofilismo (FIH). O campeonato ocorreu no KINTEX, em Goyang, na Coreia do Sul, entre 20 a 29 de novembro de 2009. Foram disputadas 15 categorias (8 masculino e 7 feminino), com a presença de 329 halterofilistas (196 masculino e 133 feminino) de 65 nacionalidades filiadas à Federação Internacional de Halterofilismo (FIH). Teve como destaque a China com 39 medalhas no total, sendo 18 de ouro. 

## Medalhistas

### Masculino
| Evento     | Ouro                         | Ouro     | Prata                             | Prata    | Bronze                           | Bronze   |
| 56 kg ()   | 56 kg ()                     | 56 kg () | 56 kg ()                          | 56 kg () | 56 kg ()                         | 56 kg () |
| ---------- | ---------------------------- | -------- | --------------------------------- | -------- | -------------------------------- | -------- |
| Arranque   | Wu Jingbiao · China          | 131 kg   | Long Qingquan · China             | 130 kg   | Khalil El-Maaoui · Tunísia       | 125 kg   |
| Arremesso  | Long Qingquan · China        | 162 kg   | Wu Jingbiao · China               | 155 kg   | Sergio Álvarez · Cuba            | 154 kg   |
| Total      | Long Qingquan · China        | 292 kg   | Wu Jingbiao · China               | 286 kg   | Sergio Álvarez · Cuba            | 274 kg   |
| 62 kg ()   |                              |          |                                   |          |                                  |          |
| Arranque   | Ding Jianjun · China         | 146 kg   | Yang Fan · China                  | 144 kg   | Eko Yuli Irawan · Indonésia      | 140 kg   |
| Arremesso  | Eko Yuli Irawan · Indonésia  | 175 kg   | Yang Sheng-hsiung · Taipé Chinesa | 170 kg   | Yang Fan · China                 | 170 kg   |
| Total      | Ding Jianjun · China         | 316 kg   | Eko Yuli Irawan · Indonésia       | 315 kg   | Yang Fan · China                 | 314 kg   |
| 69 kg ()   |                              |          |                                   |          |                                  |          |
| Arranque   | Liao Hui · China             | 160 kg   | Ninel Miculescu · Roménia         | 155 kg   | Arakel Mirzoyan · Armênia        | 154 kg   |
| Arremesso  | Liao Hui · China             | 186 kg   | Kim Sun-bae Coreia do Sul         | 181 kg   | Triyatno · Indonésia             | 180 kg   |
| Total      | Liao Hui · China             | 346 kg   | Arakel Mirzoyan · Armênia         | 334 kg   | Triyatno · Indonésia             | 330 kg   |
| 77 kg ()   |                              |          |                                   |          |                                  |          |
| Arranque   | Lu Xiaojun · China           | 174 kg   | Tigran G. Martirossian · Armênia  | 170 kg   | Su Dajin · China                 | 165 kg   |
| Arremesso  | Sa Jae-hyouk Coreia do Sul   | 205 kg   | Lu Xiaojun · China                | 204 kg   | Su Dajin · China                 | 200 kg   |
| Total      | Lu Xiaojun · China           | 378 kg   | Tigran G. Martirossian · Armênia  | 370 kg   | Su Dajin · China                 | 365 kg   |
| 85 kg ()   |                              |          |                                   |          |                                  |          |
| Arranque   | Lu Yong · China              | 175 kg   | Tigran V. Martirossian · Armênia  | 172 kg   | Siarhei Lahun · Bielorrússia     | 171 kg   |
| Arremesso  | Siarhei Lahun · Bielorrússia | 209 kg   | Lu Yong · China                   | 208 kg   | Gevorik Poghosyan · Armênia      | 208 kg   |
| Total      | Lu Yong · China              | 383 kg   | Siarhei Lahun · Bielorrússia      | 380 kg   | Vladimir Kuznetsov · Cazaquistão | 376 kg   |
| 94 kg ()   |                              |          |                                   |          |                                  |          |
| Arranque   | Artem Ivanov · Ucrânia       | 180 kg   | Kim Min-jae Coreia do Sul         | 178 kg   | Asghar Ebrahimi Irão             | 176 kg   |
| Arremesso  | Kim Seon-jong Coreia do Sul  | 218 kg   | Valeriu Calancea · Roménia        | 211 kg   | Anatolie Cîrîcu · Moldávia       | 210 kg   |
| Total      | Kim Min-jae Coreia do Sul    | 384 kg   | Kim Seon-jong Coreia do Sul       | 383 kg   | Andrey Demanov · Rússia          | 381 kg   |
| 105 kg ()  |                              |          |                                   |          |                                  |          |
| Arranque   | Marcin Dołęga · Polónia      | 195 kg   | Kim Hwa-seung Coreia do Sul       | 182 kg   | Roman Konstantinov · Rússia      | 180 kg   |
| Arremesso  | Marcin Dołęga · Polónia      | 226 kg   | Roman Konstantinov · Rússia       | 220 kg   | Ahed Joughili Síria              | 218 kg   |
| Total      | Marcin Dołęga · Polónia      | 421 kg   | Roman Konstantinov · Rússia       | 400 kg   | Oleksiy Torokhtiy · Ucrânia      | 395 kg   |
| +105 kg () |                              |          |                                   |          |                                  |          |
| Arranque   | Ihor Shymechko · Ucrânia     | 202 kg   | Artem Udachyn · Ucrânia           | 200 kg   | An Yong-kwon Coreia do Sul       | 198 kg   |
| Arremesso  | An Yong-kwon Coreia do Sul   | 247 kg   | Artem Udachyn · Ucrânia           | 245 kg   | Andrey Kozlov · Rússia           | 231 kg   |
| Total      | An Yong-kwon Coreia do Sul   | 445 kg   | Artem Udachyn · Ucrânia           | 445 kg   | Ihor Shymechko · Ucrânia         | 427 kg   |

- — RECORDE MUNDIAL

### Feminino
| Evento    | Ouro                              | Ouro     | Prata                             | Prata    | Bronze                               | Bronze   |
| 48 kg ()  | 48 kg ()                          | 48 kg () | 48 kg ()                          | 48 kg () | 48 kg ()                             | 48 kg () |
| --------- | --------------------------------- | -------- | --------------------------------- | -------- | ------------------------------------ | -------- |
| Arranque  | Wang Mingjuan · China             | 93 kg    | Sibel Özkan · Turquia             | 89 kg    | Pensiri Laosirikul · Tailândia       | 85 kg    |
| Arremesso | Sibel Özkan · Turquia             | 117 kg   | Wang Mingjuan · China             | 115 kg   | Chen Wei-ling · Taipé Chinesa        | 112 kg   |
| Total     | Wang Mingjuan · China             | 208 kg   | Sibel Özkan · Turquia             | 206 kg   | Chen Wei-ling · Taipé Chinesa        | 196 kg   |
| 53 kg ()  |                                   |          |                                   |          |                                      |          |
| Arranque  | Chen Xiaoting · China             | 95 kg    | Yoon Jin-hee Coreia do Sul        | 93 kg    | Svetlana Cheremshanova · Cazaquistão | 92 kg    |
| Arremesso | Zulfia Tchinchanlô · Cazaquistão  | 129 kg   | Chen Xiaoting · China             | 123 kg   | Yoon Jin-hee Coreia do Sul           | 116 kg   |
| Total     | Zulfia Tchinchanlô · Cazaquistão  | 219 kg   | Chen Xiaoting · China             | 218 kg   | Yoon Jin-hee Coreia do Sul           | 209 kg   |
| 58 kg ()  |                                   |          |                                   |          |                                      |          |
| Arranque  | Li Xueying · China                | 107 kg   | Nastassia Novikava · Bielorrússia | 100 kg   | Yuliya Kalina · Ucrânia              | 96 kg    |
| Arremesso | Li Xueying · China                | 132 kg   | Nastassia Novikava · Bielorrússia | 125 kg   | Yuliya Kalina · Ucrânia              | 119 kg   |
| Total     | Li Xueying · China                | 239 kg   | Nastassia Novikava · Bielorrússia | 225 kg   | Yuliya Kalina · Ucrânia              | 215 kg   |
| 63 kg ()  |                                   |          |                                   |          |                                      |          |
| Arranque  | Viktoria Savenko · Rússia         | 112 kg   | Hanna Batsiushka · Bielorrússia   | 112 kg   | Svetlana Tsarukaeva · Rússia         | 111 kg   |
| Arremesso | Maia Maneza · Cazaquistão         | 141 kg   | Sibel Şimşek · Turquia            | 135 kg   | Guo Xiyan · China                    | 135 kg   |
| Total     | Maia Maneza · Cazaquistão         | 246 kg   | Svetlana Tsarukaeva · Rússia      | 246 kg   | Sibel Şimşek · Turquia               | 243 kg   |
| 69 kg ()  |                                   |          |                                   |          |                                      |          |
| Arranque  | Nazik Avdalyan · Armênia          | 119 kg   | Oxana Slivenko · Rússia           | 118 kg   | Zhang Shaoling · Macau               | 112 kg   |
| Arremesso | Nazik Avdalyan · Armênia          | 147 kg   | Oksana Slivenko · Rússia          | 146 kg   | Zhang Shaoling · Macau               | 136 kg   |
| Total     | Nazik Avdalyan · Armênia          | 266 kg   | Oxana Slivenko · Rússia           | 264 kg   | Zhang Shaoling · Macau               | 248 kg   |
| 75 kg ()  |                                   |          |                                   |          |                                      |          |
| Arranque  | Svetlana Podobedova · Cazaquistão | 132 kg   | Cao Lei · China                   | 121 kg   | Lidia Valentín · Espanha             | 118 kg   |
| Arremesso | Svetlana Podobedova · Cazaquistão | 160 kg   | Cao Lei · China                   | 148 kg   | Abeer Abdelrahman · Egito            | 142 kg   |
| Total     | Svetlana Podobedova · Cazaquistão | 292 kg   | Cao Lei · China                   | 269 kg   | Abeer Abdelrahman · Egito            | 252 kg   |
| +75 kg () |                                   |          |                                   |          |                                      |          |
| Arranque  | Tatiana Kachírina · Rússia        | 138 kg   | Jang Mi-ran Coreia do Sul         | 136 kg   | Meng Suping · China                  | 131 kg   |
| Arremesso | Jang Mi-ran Coreia do Sul         | 187 kg   | Tatiana Kachírina · Rússia        | 165 kg   | Meng Suping · China                  | 165 kg   |
| Total     | Jang Mi-ran Coreia do Sul         | 323 kg   | Tatiana Kachírina · Rússia        | 303 kg   | Meng Suping · China                  | 296 kg   |

- — RECORDE MUNDIAL

## Quadro de medalhas
Quadro de medalhas no total combinado
| Ordem | País          | Medalha de ouro | Medalha de prata | Medalha de bronze | Total |
| ----- | ------------- | --------------- | ---------------- | ----------------- | ----- |
| 1     | China         | 7               | 3                | 3                 | 13    |
| 2     | Coreia do Sul | 3               | 1                | 1                 | 5     |
| 3     | Cazaquistão   | 3               | 0                | 1                 | 4     |
| 4     | Armênia       | 1               | 2                | 0                 | 3     |
| 5     | Polónia       | 1               | 0                | 0                 | 1     |
| 6     | Rússia        | 0               | 4                | 1                 | 5     |
| 7     | Bielorrússia  | 0               | 2                | 0                 | 2     |
| 8     | Ucrânia       | 0               | 1                | 3                 | 4     |
| 9     | Indonésia     | 0               | 1                | 1                 | 2     |
| 9     | Turquia       | 0               | 1                | 1                 | 2     |
| 11    | Taipé Chinesa | 0               | 0                | 1                 | 1     |
| 11    | Cuba          | 0               | 0                | 1                 | 1     |
| 11    | Egito         | 0               | 0                | 1                 | 1     |
| 11    | Macau         | 0               | 0                | 1                 | 1     |
| Total | Total         | 15              | 15               | 15                | 45    |

Quadro de medalhas nos levantamentos + total combinado
| Ordem | País          | Medalha de ouro | Medalha de prata | Medalha de bronze | Total |
| ----- | ------------- | --------------- | ---------------- | ----------------- | ----- |
| 1     | China         | 18              | 12               | 9                 | 39    |
| 2     | Coreia do Sul | 7               | 6                | 3                 | 16    |
| 3     | Cazaquistão   | 7               | 0                | 2                 | 9     |
| 4     | Armênia       | 3               | 4                | 2                 | 9     |
| 5     | Polónia       | 3               | 0                | 0                 | 3     |
| 6     | Rússia        | 2               | 8                | 4                 | 14    |
| 7     | Ucrânia       | 2               | 3                | 5                 | 10    |
| 8     | Bielorrússia  | 1               | 5                | 1                 | 7     |
| 9     | Turquia       | 1               | 3                | 1                 | 4     |
| 10    | Indonésia     | 1               | 1                | 3                 | 5     |
| 11    | Roménia       | 0               | 2                | 0                 | 2     |
| 12    | Taipé Chinesa | 0               | 1                | 2                 | 3     |
| 13    | Macau         | 0               | 0                | 3                 | 3     |
| 14    | Cuba          | 0               | 0                | 2                 | 2     |
| 14    | Egito         | 0               | 0                | 2                 | 2     |
| 16    | Espanha       | 0               | 0                | 1                 | 1     |
| 16    | Irão          | 0               | 0                | 1                 | 1     |
| 16    | Moldávia      | 0               | 0                | 1                 | 1     |
| 16    | Síria         | 0               | 0                | 1                 | 1     |
| 16    | Tailândia     | 0               | 0                | 1                 | 1     |
| 16    | Tunísia       | 0               | 0                | 1                 | 1     |
| Total | Total         | 45              | 45               | 45                | 135   |

## Classificação por equipe
| Posição | Equipe        | Pontos |
| ------- | ------------- | ------ |
| 1       | China         | 623    |
| 2       | Coreia do Sul | 517    |
| 3       | Azerbaijão    | 369    |
| 4       | Cuba          | 353    |
| 5       | Ucrânia       | 346    |
| 6       | Rússia        | 328    |

| Posição | Equipe        | Pontos |
| ------- | ------------- | ------ |
| 1       | China         | 514    |
| 2       | Coreia do Sul | 432    |
| 3       | Turquia       | 408    |
| 4       | Rússia        | 398    |
| 5       | Cazaquistão   | 388    |
| 6       | México        | 273    |

## Participantes
Um total de 329 halterofilistas de 65 nacionalidades participaram do evento.
| - Albânia (3) - Armênia (7) - Austrália (4) - Azerbaijão (7) - Bielorrússia (6) - Bélgica (1) - Bósnia e Herzegovina (1) - Camarões (6) - Canadá (9) - China (15) - Taipé Chinesa (9) - Colômbia (6) - Croácia (1) - Cuba (6) - Chipre (1) - Chéquia (5) - República Dominicana (5) | - Egito (10) - Finlândia (3) - França (7) - Geórgia (4) - Alemanha (4) - Gana (5) - Reino Unido (1) - Hong Kong (3) - Hungria (1) - Indonésia (4) - Irão (2) - Iraque (4) - Itália (4) - Japão (12) - Cazaquistão (9) - Quirguistão (2) - Letônia (2) | - Lituânia (1) - Macau (2) - Ilhas Maurícias (1) - México (11) - Moldávia (3) - Nauru (2) - Nova Zelândia (2) - Nigéria (3) - Noruega (1) - Palestina (4) - Polónia (12) - Roménia (2) - Rússia (14) - Samoa (1) - Serra Leoa (1) - Eslováquia (1) - Coreia do Sul (15) | - Espanha (10) - Sri Lanka (1) - Suécia (3) - Síria (2) - Tailândia (8) - Tunísia (2) - Turquia (14) - Turquemenistão (7) - Ucrânia (10) - Emirados Árabes Unidos (1) - Estados Unidos (13) - Uzbequistão (8) - Venezuela (4) - País de Gales (1) |